# Dirol
Dirol é uma comuna francesa na região administrativa de Borgonha-Franco-Condado, no departamento Nièvre. Estende-se por uma área de 9,73 km². Em 2010 a comuna tinha 118 habitantes (densidade: 12,1 hab./km²).